# Борсалино (филм)
„Борсалино“ (на френски: Borsalino) е френско-италиански гангстерски филм с участието на Ален Делон и Жан-Пол Белмондо. Филмът е сниман през 1969 г. в Марсилия, режисиран от Жак Дере. През 1974 г. е заснето продължението на филма, „Борсалино и компания“.

## Сюжет
Внимание:  Текстът по-долу разкрива сюжета на произведението (или части от него)!
Действието му се развива в Марсилия през 1930-те години. Двама гангстери, Франсоа Капела и Рок Сифреди, ухажват една и съща жена, но в крайна сметка стават приятели. Постепенно те взимат под контрол цялата престъпна дейност на града. В края на филма, точно когато Франсоа има намерение да напусне престъпния свят и да заживее със своята възлюбена, той бива убит.

## В ролите
| Изпълнител        | Роля                 |
| ----------------- | -------------------- |
| Ален Делон        | Рок Сифреди          |
| Жан-Пол Белмондо  | Франсоа Капела       |
| Арнолдо Фоа       | Марело               |
| Катрин Рувел      | Лола                 |
| Франсоаза Кристоф | Симона Ескаргел      |
| Мишел Буке        | месю Риналди         |
| Корин Маршан      | мадам Риналди        |
| Лоура Адани       | майка на Рок Сифреди |
| Даниел Ивернел    | комисар Фанти        |
| Никол Кафан       | Жинет                |
| Елен Реми         | Лидия                |
| Мирей Дарк        | проститутка          |
| Жулиен Гийомар    | Симон Бокас          |